# ریزگام‌ها
الیکایی‌پشه‌گیرهای ریزگام یا ریزگام‌ها (نام علمی: Microbates) نام یک سرده از تیره دارخزک است.

## گونه‌ها
- الیکایی پشه‌گیر رخ‌گندمی (Microbates cinereiventris)
- الیکایی پشه‌گیر طوقی (Microbates collaris)